# گمینا چیاسنا
گمینا چیاسنا (به لهستانی:  Gmina Ciasna) یک گمینا در لهستان است که در شهرستان لوبلینگتس واقع شده‌است. گمینا چیاسنا ۱۳۴٫۱۷ کیلومتر مربع مساحت و ۷٬۹۳۸ نفر جمعیت دارد.